# Anatoli Gekker
Anatoli Gekker ou Anatoli Ilitch Gekker (en russe : Анатолий Ильич Геккер), né le 25 août 1888 à Tbilissi, mort le 1er juillet 1937, est un militaire de l'Empire russe puis de l'Union soviétique.
Né à Tbilissi en Géorgie, alors partie de l'Empire russe et capitale de la vice-royauté du Caucase, fils d'un médecin militaire, il étudie à l'École militaire Vladimir à Saint-Pétersbourg] d'où il sort diplômé en 1919. Il sert dans les garde-frontières puis, pendant la Première Guerre mondiale, sur le front de l'Est avec le grade de capitaine. En septembre 1917, il est envoyé à Petrograd comme délégué des soviets de soldats du front roumain. Il rejoint le parti bolchevik pendant la révolution d'Octobre et, en janvier 1918, est nommé chef de la 8e armée sur le front roumain. Au printemps 1918, il est un des organisateurs de l'Armée rouge et sert à différents postes pendant la guerre civile russe.

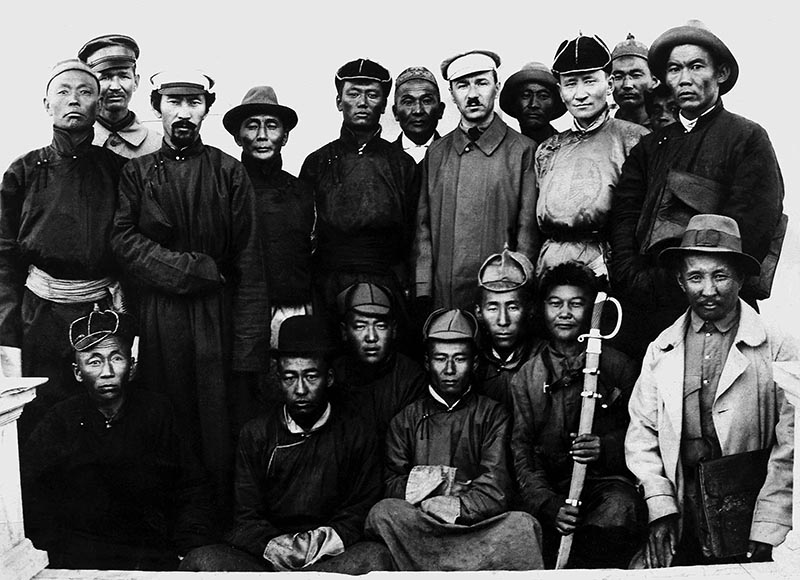
Sükhbaatar (second plan, au centre) et l'état-major révolutionnaire mongol vers 1921-1922

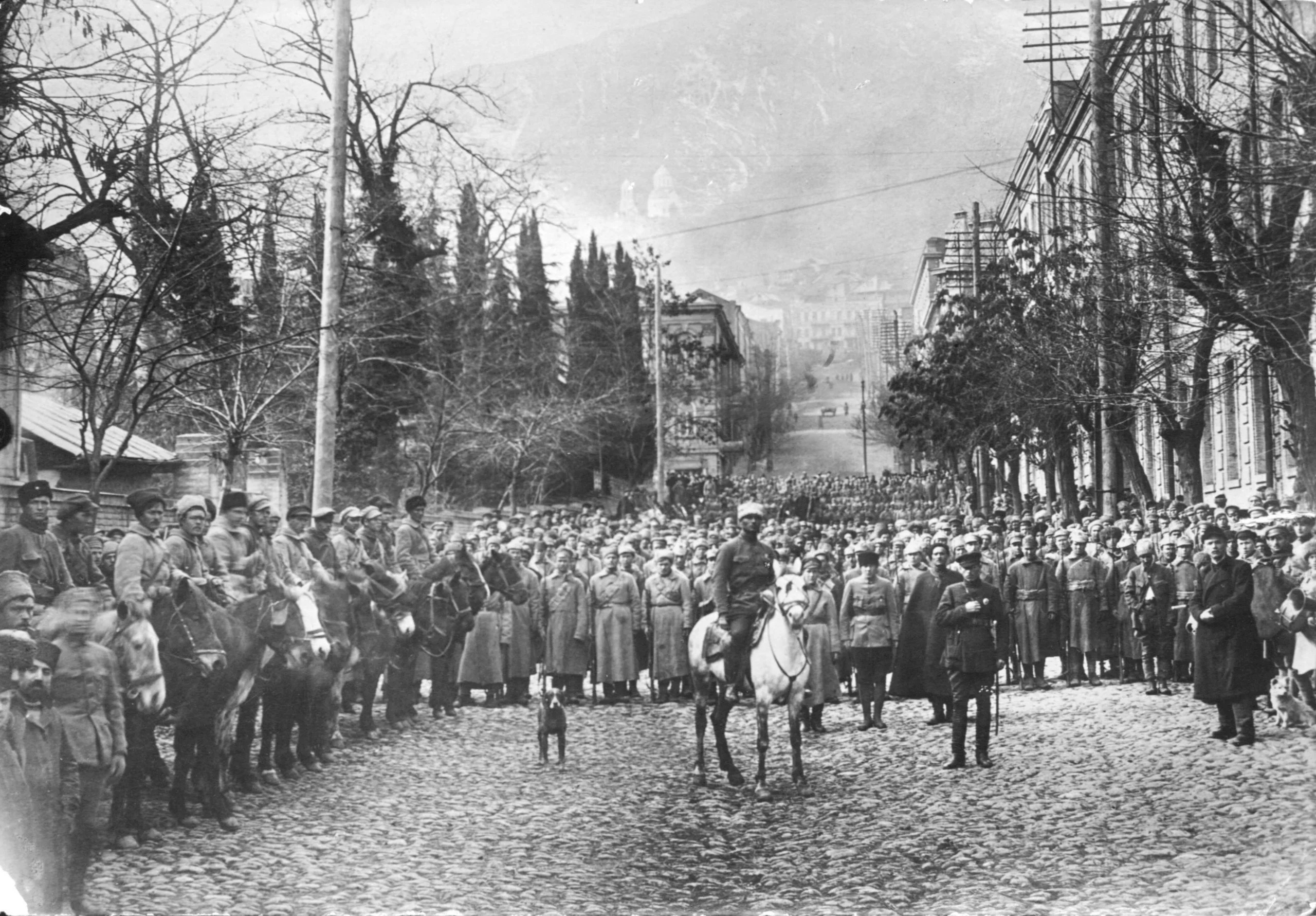
Entrée de la 11e armée rouge à Tbilissi le 25 février 1921

De mars à août 1920, il est chef d'état-major des forces intérieures de la République socialiste fédérative soviétique de Russie. De septembre 1920 à mai 1921, il commande la 11e armée rouge et établit l'autorité soviétique sur les républiques indépendantes d'Azerbaïdjan, d'Arménie et de Géorgie.
À partir de 1922, il est conseiller militaire de la République populaire de Mongolie, État indépendant sous le régime communiste de Sükhbaatar. En 1924, il est nommé commissaire politique du Chemin de fer de l’Est chinois puis attaché militaire en République de Chine. En 1929, il devient attaché militaire en Turquie.
En 1933, il est promu à l'état-major général de l'Armée rouge et, en 1935, au Komkor (corps des officiers supérieurs, équivalent au colonel général pendant la Seconde Guerre mondiale).
Pendant les Grandes Purges de 1937, il accepte de témoigner contre le maréchal Mikhaïl Toukhatchevski et les généraux Vitaly Primakov et Boris Feldman, accusés dans le procès de l' « organisation militaire trotskiste anti-soviétique ». Lui-même arrêté le 30 mai 1937, Gekker refuse d'avouer et est exécuté le 1er juillet. Il est réhabilité en 1956 pendant la déstalinisation.

## Sources et bibliographie
- (en) Cet article est partiellement ou en totalité issu de l’article de Wikipédia en anglais intitulé « Anatoliy Gekker » (voir la liste des auteurs) dans sa version du 11 mars 2016.

- (ru) Cet article est partiellement ou en totalité issu de l’article de Wikipédia en russe intitulé « Геккер, Анатолий Ильич » (voir la liste des auteurs) dans sa version du 10 février 2016.